# Adam Lonitzer
Adam Lonicer, Adam Lonitzer o Adamus Lonicerus (Marburgo, 10 de octubre de 1528 - Fráncfort del Meno, 29 de mayo de 1586) fue un botánico alemán, notable por su revisada versión de 1557 del herbario del famoso Eucharius Rösslin.
Era hijo de un teólogo y filólogo, Lonicer estudió en Marburgo y en la Universidad de Maguncia, siendo alumno de Conrad Gessner y obteniendo su grado de Magíster a los dieciséis años. Fue nombrado profesor de Matemáticas en la Universidad de Marburgo en 1553 y Doctor en Medicina en 1554, convirtiéndose en el médico de la ciudad de Fráncfort del Meno. Su verdadero interés fueron, sin embargo, las hierbas y el estudio de la botánica. Su primera obra importante sobre hierbas fue: Kräuterbuch, publicada en 1557, con una gran parte dedicada a la destilación. Lonicer reconoció sus fuentes de su libro: Jean Ruelle, Valerius Cordus, Pietro Andrea Mattioli, Hieronymus Braunschweig y Conrad Gessner, entre otros.
Lonicer se casó con Magdalena Egenolff, hija del editor de Fráncfort Christian Egenolff. Cuando este falleció en 1555, Lonitzer se convirtió en director de la firma, llegando a publicar no menos de cuatro ediciones del Kräuterbuch entre 1557 y 1577.

## Eponimia

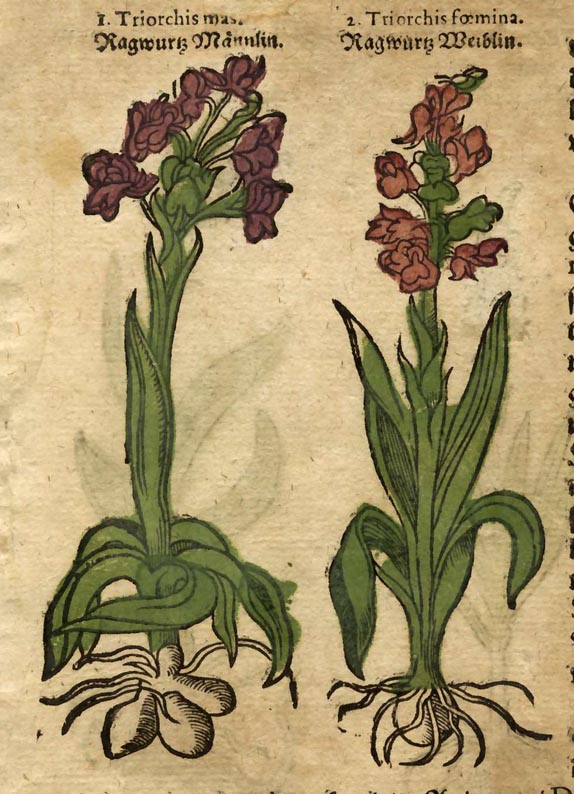
Plancha coloreada de Kräuterbuch 1577

Género
- (Caprifoliaceae) Lonicera L.[2]

## Algunas publicaciones
- 1557. Kräuterbuch und Künstliche Conterfeytunge der Bäume, Stauden, Hecken, Kräuter, Getreyde, Gewürtze . . ., Fráncfort del Meno: Christian Egenolff